# Harosa
Harosa, podcarstvo kromista podijeljeno na 3 infracarstva: Alveolata, Heterokonta i Rhizaria; po drugim izvorima postoji jedno infracarstvo, Halvaria, s tri koljena Ciliophora, Miozoa i Oomycota.
Čest naziv SAR dolazi od prvih slova imena Stramenopila (Heterokonta), Alveolata i Rhizaria.

## Infracarstva
1. Infraregnum Alveolata Cavalier-Smith, 1991
2. Infraregnum Heterokonta Lüther, 1899
3. Infraregnum Rhizaria Cavalier-Smith, 2002